# Гельбиг, Георг
Георг Адольф Вильгельм фон Гельбиг (1757—1813) — немецкий дипломат и историк.

## Биография
Родился в 1757 году. Его отцом, вероятно, был торговый советник Георг Михаэль Гельбиг (1715–1774), некоторое время возглавлявший Майсенский фарфоровый завод.
Получил юридическое образование. С 1787 года был секретарём дипломатической миссии при посольстве Саксонии в Санкт-Петербурге. Екатерина II вообще не любила секретарей посольств и, после секретаря французского посольства Рюльера более всего не любила Гельбига. В письме Гримму она писала: «Вы восторгаетесь моим 33-летним царствованием, между тем как ничтожный секретарь саксонского двора, давно уже находящийся в Петербурге, по фамилии Гельбиг, говорит и пишет о моем царствовании все дурное, что только можно себе представить; он даже останавливает на улице прохожих и говорит им в этом духе. Это истый враг русского имени и меня лично. Раз двадцать я уже извещала саксонский двор, чтобы его убрали отсюда; но саксонский двор находит, по-видимому, его сообщения прелестными, так как не отзывает его; ну, если и после последней попытки, сделанной мною по этому поводу, его не уберут отсюда, я прикажу посадить его в кибитку и вывезти за границу, потому что этот негодяй слишком дерзок. Если можете, помогите мне отделаться от этой особы, столь ненавидящей меня». Гримм помог; он написал письмо графу Лоссу и спустя восемь месяцев, в мае 1796 года, Гельбиг был отозван из Петербургаи назначен секретарём посольства при прусском короле в Берлине.

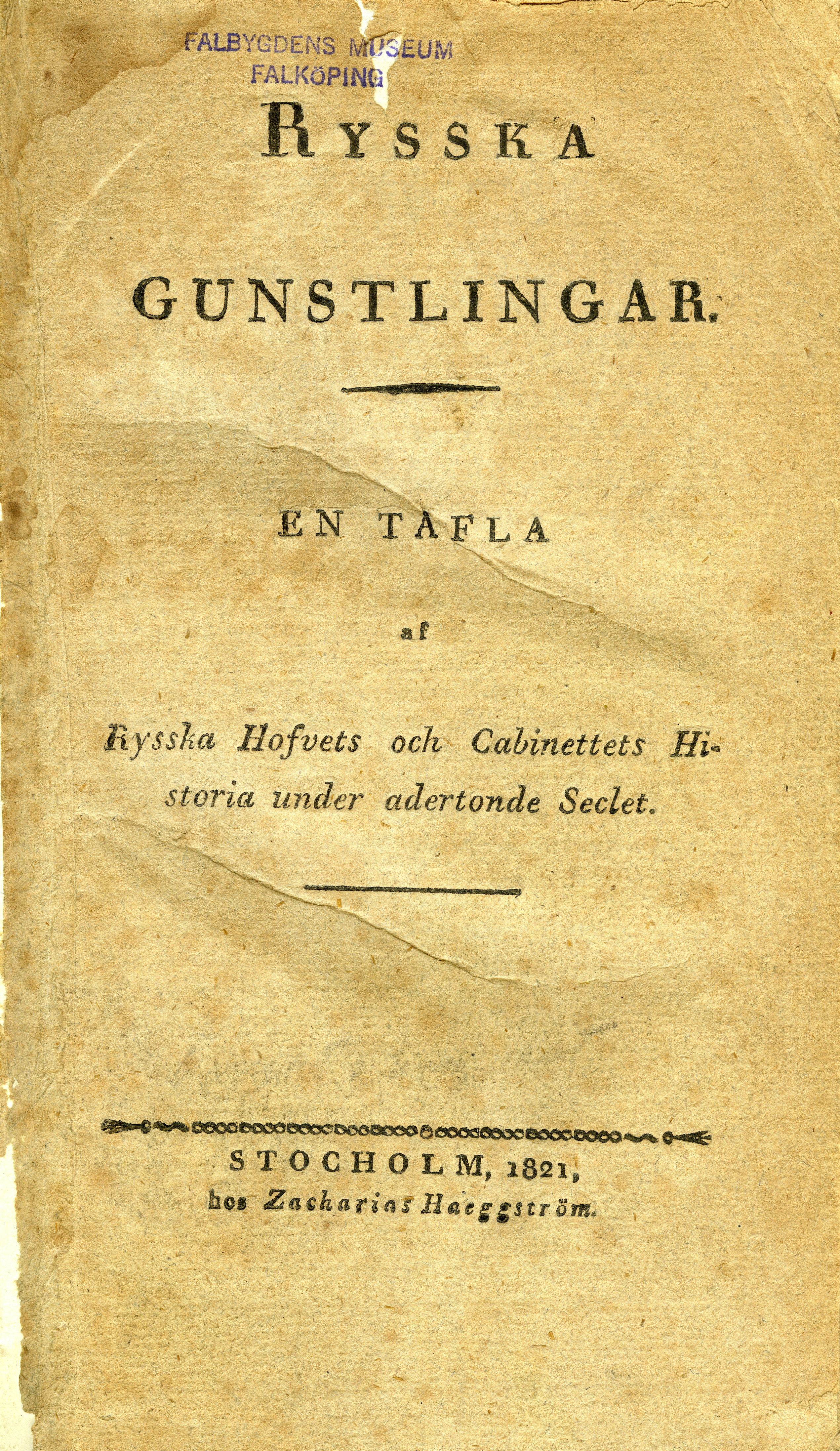
Шведский перевод книги «Русские избранники»

Около 1801 года он был назначен советником дипломатической миссии и возведён в дворянство.
Некоторое время он также был заседателем окружного суда в Берлине. В 1809 году стал региональным советником Нижней Лужицы в Саксонии. С 1811 года он был резидентом Королевства Саксония в Данциге.
Умер 14 ноября 1813 года.